# ステーションしずおか
『ステーションしずおか』は、1991年4月1日から1997年3月28日まで静岡県民放送（けんみんテレビ）→静岡朝日テレビで放送されていた夕方のローカルワイドニュース番組。
テレビ朝日系列（ANN） で放送されていた『ANN STATION EYE』→『ステーションEYE ANN』の静岡ローカルパートである。

## 放送時間
- 月曜日 - 金曜日 18:30 - 19:00（1991年4月1日 - 1997年3月28日）

## キャスター
- 大長克哉（当時同局アナウンサー）[1]
- 中野佳也子（同局アナウンサー）
- 橘尚代（当時同局アナウンサー）[1]